# Stizophyllum
Stizophyllum Miers es un género de plantas de la familia Bignoniaceae que tiene 20 especies descritas de árboles.

## Descripción
Son bejucos, con las ramitas teretes, con el centro hueco, sin campos glandulares interpeciolares o pseudoestípulas notables. Hojas 2–3-folioladas, a veces con zarcillos trífidos; folíolos más o menos oblongo-elípticos, 5–13 cm de largo y 3–6 cm de ancho, ápice acuminado, base truncada o subcordada, membranáceos, pubescentes, envés pelúcido punteado por la presencia de glándulas lepidotas hundidas. Inflorescencia un fascículo terminal de pocas flores o un racimo comprimido, flores generalmente rosadas al menos en los lobos; cáliz hinchado-campanulado, 12–18 mm de largo y 9–10 mm de ancho, irregularmente 2–3-labiado; corola tubular-campanulada sobre una base angosta, pubescente por fuera; tecas divaricadas, frecuentemente escasamente ciliadas a lo largo de los márgenes; ovario linear; disco cortamente cupular. Cápsula linear, subterete, 30–35 cm de largo y 4–6 mm de ancho, pubescente; semillas 2-aladas, delgadas, con alas débilmente demarcadas, membranáceas y cafés.

## Taxonomía
El género fue descrito por John Miers  y publicado en Proceedings of the Royal Horticultural Society of London 3: 197–198. 1863 La especie tipo es: Stizophyllum perforatum

## Especies
| - Stizophyllum adspersum - Stizophyllum affinis - Stizophyllum auricomum - Stizophyllum calycinum - Stizophyllum cordifolium - Stizophyllum dentatum - Stizophyllum denticulatum - Stizophyllum flos-ardeae - Stizophyllum glandulosum - Stizophyllum inaequilaterum | - Stizophyllum insigne - Stizophyllum longipes - Stizophyllum longisiliquum - Stizophyllum occidentale - Stizophyllum perforatum - Stizophyllum punctifolium - Stizophyllum punctulatum - Stizophyllum riparium - Stizophyllum triternatum - Stizophyllum velutinum |